# 韓在林
韓在林（韓語：한재림，1975年7月14日—）韓國電影導演、編劇、製片。
出生於韓國濟州島，畢業於首爾藝術大學，為韓國著名商業電影導演之一。

## 演藝經歷
- 2003年，擔任劇情電影《未來城市 / 叛逆智慧》的助理導演。

- 2005年，執導個人首部電影《戀愛的目的》，該片講述了一個厚顏無恥的男人和一個莽撞冒失的女人之間的戀愛故事，獲得第26屆韓國青龍電影獎最佳劇本獎，憑藉該片入圍第26屆韓國青龍電影獎最佳新人導演獎，獲得第43屆韓國電影大鐘獎最佳新人導演獎。[2]

- 2007年，執導由宋康昊、朴志暎、吳達秀主演的家庭喜劇電影《優雅的世界》，該片入圍第28屆韓國青龍電影獎最佳劇本獎，他憑藉該片入圍第28屆韓國青龍電影獎最佳導演獎。[3]

- 2010年，執導劇情電影《蹤跡》，該片入圍釜山電影節PPP計劃。

- 2012年，與金知雲、任弼星聯合執導科幻電影《人類滅亡報告書》，該片入圍第25屆東京國際電影節亞洲之風-亞洲-中東地區最佳電影獎。[4]

- 2013年，由其執導的古裝電影《觀相大師：滅王風暴》上映，該片以朝鮮王朝初期首陽大君與文臣金宗瑞的權力鬥爭為背景，講述了當時朝鮮最優秀的觀相家的故事，入圍第50屆韓國百想藝術大賞電影類獎項-最佳電影獎、第34屆韓國青龍電影獎最佳電影獎，憑藉該片獲得第50屆韓國電影大鐘獎最佳導演獎。[5]

- 2015年，擔任懸疑電影《奪命頭條》的製片人。[6]

- 2017年，執導由趙寅成、鄭雨盛共同主演的犯罪動作電影《金權性內幕》 ，該片入圍第54屆韓國電影大鐘獎最佳電影獎，他憑藉該片入圍第54屆韓國電影大鐘獎最佳導演獎。[7]

- 2021年，自編自導由宋康昊、李炳憲合作主演的驚悚災難電影《緊急迫降》在第74屆坎城影展非競賽單元展映 。[8]

## 作品列表

### 電影
- 2005年：《未來城市 / 叛逆智慧》（助理導演）
- 2005年：《戀愛的目的》（導演、劇本）
- 2007年：《優雅的世界》（導演、劇本）
- 2012年：《戀愛的溫度》（製片）
- 2013年：《觀相大師：滅王風暴》（導演）
- 2015年：《奪命頭條》（製片）
- 2016年：《金權性內幕》（導演、劇本、製片）
- 2022年：《緊急迫降》（導演、劇本、製片）

### 電視劇
- 2024年：《The 8 Show》（導演、劇本、製片）
- 待公布：《魅惑》（導演）

## 個人獎項

### 獲獎
- 2003年：韓國電影推廣委員會劇本大賽優秀獎 獲獎《戀愛的目的》
- 2005年：第26屆 韓國青龍電影獎最佳劇本獎 獲獎《戀愛的目的》
- 2005年：第6屆 釜山電影評論家協會獎新人導演獎 獲獎《戀愛的目的》
- 2005年：第6屆 釜山電影評論家協會獎最佳影片獎 獲獎《戀愛的目的》
- 2006年：第43屆 韓國電影大鐘獎最佳新人導演獎 獲獎《戀愛的目的》
- 2007年：第11屆 幻想曲電影節最佳劇本 獲獎《優雅的世界》
- 2007年：第28屆 青龍電影獎最佳影片獎 獲獎《優雅的世界》
- 2007年：第27屆 韓國電影評論家協會獎最佳影片獎 獲獎《優雅的世界》
- 2013年：第50屆 韓國電影大鐘獎最佳導演獎 獲獎《觀相大師：滅王風暴》
- 2013年：第50屆 韓國電影大鐘獎最佳電影獎 獲獎《觀相大師：滅王風暴》
- 2017年：第54屆 韓國電影大鐘獎最佳編劇獎 獲獎《金權性內幕》
- 2017年：第17屆 導演剪輯獎年度特別提及獎 獲獎《金權性內幕》

### 提名
- 2005年：第26屆 韓國青龍電影獎最佳新人導演獎 提名《戀愛的目的》

- 2005年：第18屆 東京國際電影節主競賽單元-東京電影節大獎 提名《戀愛的目的》

- 2007年：第28屆 韓國青龍電影獎最佳導演獎 提名《優雅的世界》

- 2007年：第28屆 韓國青龍電影獎最佳劇本獎 提名《優雅的世界》

- 2012年：第25屆 東京國際電影節亞洲之風-亞洲-中東地區最佳電影獎 提名（金知雲、林弼成）《人類滅亡報告書》
- 2013年：第34屆 韓國青龍電影獎最佳導演獎 提名《觀相大師：滅王風暴》
- 2013年：第34屆 韓國青龍電影獎最佳電影獎 提名《觀相大師：滅王風暴》
- 2014年：第50屆 韓國百想藝術大賞電影類最佳電影獎 提名《觀相大師：滅王風暴》

- 2017年：第54屆 韓國電影大鐘獎最佳導演獎 提名《金權性內幕》
- 2017年：第54屆 韓國電影大鐘獎最佳電影獎 提名《金權性內幕》
- 2017年：第43屆 韓國青龍電影獎最佳導演獎 提名《緊急迫降》

## 軼聞
感情生活
- 2023年8月21日，與1996年出生的演員李烈音傳出戀情緋聞。李烈音經紀公司Namu Actors相關人士表示：“據了解，（李烈音）與導演韓在林關係密切，但很難確認，因為這是演員的私生活。”[9][10][11]

## 外部連結
- NAVER上《韓在林》的資料

- 韓在林在Daum電影上的資料（页面存档备份，存于）
- 韓在林在韩国电影数据库（KMDb）上的資料（韓語）